# Anna Hajdukowa
Anna Wiktoriwna Hajdukowa (-Konotop) (ukr. Анна Вікторівна Гайдукова, ur. 8 lutego 1987 w Chersoniu) – ukraińska wioślarka.

## Osiągnięcia
- Mistrzostwa Świata Juniorów – Troki 2002 – ósemka – 7. miejsce[1].
- Mistrzostwa Świata – Eton 2006 – ósemka – 12. miejsce[1].
- Mistrzostwa Europy – Poznań 2007 – ósemka – 5. miejsce[1].
- Mistrzostwa Europy – Ateny 2008 – ósemka – 6. miejsce[1].
- Mistrzostwa Świata U-23 – Račice 2009 – ósemka – 5. miejsce[1].
- Mistrzostwa Europy – Brześć 2009 – ósemka – 3. miejsce[1].
- Mistrzostwa Europy – Montemor-o-Velho 2010 – ósemka – 4. miejsce[1].